# Ålander-Packalén-Korsström
Ålander-Packalén-Korsström är en finländsk arkitektbyrå som är verksam i huvudstadsregionen. 
Byrån grundades efter att arkitekterna Per-Mauritz Ålander (född 1928), Rurik Packalén (1929–2013) och Karl-Erik Hagner (1938–2021) 1959 segrat i arkitekttävlingen om Tekniska föreningens hus i Helsingfors, som även inrymmer Lilla teatern. Byggnaden stod klar 1962, varefter Ålander och Packalén fortsatte att driva en arkitektbyrå, till vilken Johan Korsström anslöt sig 1969. 
Av Ålander-Packalén-Korsströms verk kan särskilt nämnas Signe och Ane Gyllenbergs konstmuseum på Granö i Helsingfors (1980), Vindängens lågstadieskola och daghem i Esbo (1989) samt Kemijärvi kulturcentrum och musikinstitut (1997–1998). Byrån har även planerat en serie typdaghem för Esbo stad (1998–1999) och Munksnäs daghem i Helsingfors (2004) (de två sistnämnda tillsammans med Pär Silén) samt ett flertal stadsplaner, bland annat Stubbacka i Vanda (1971), Gamla stan i Borgå (1972) och Ingå kyrkby (1978).